# Mount Saint Catherine
Mount Saint Catherine är en bergstopp i Grenada.   Den ligger i parishen Saint Andrew, i den centrala delen av landet, 14 km nordost om huvudstaden Saint George's. Toppen på Mount Saint Catherine är 840 meter över havet. Mount Saint Catherine ligger på ön Grenada. Den ingår i Saint Marks Mountains.
Terrängen runt Mount Saint Catherine är huvudsakligen kuperad. Mount Saint Catherine är den högsta punkten i trakten. Runt Mount Saint Catherine är det tätbefolkat, med 286 invånare per kvadratkilometer. Närmaste större samhälle är Gouyave, 6,0 km väster om Mount Saint Catherine. I omgivningarna runt Mount Saint Catherine växer i huvudsak städsegrön lövskog.